# 地方財務協会
一般財団法人地方財務協会（ちほうざいむきょうかい）は、「自主的にして健全な地方税財政制度の確立に寄与し、もって、地方自治の完成に資すること」を目的として設立された財団法人である。元総務省所管。

## 概要
1946年（昭和21年）7月に地方税財政に関する調査研究並びに中央省庁と地方自治体との連絡を目的として旧内務省内に設立された任意団体を、1949年（昭和24年）2月に財団法人に改組した組織である。会員向けに『地方税財政月報』・『地方財務協会時報』等の出版物の配布を行ったり、講習会を実施したりしている。
自治省、警察庁、建設省、厚生省、労働省などの旧内務省系官庁に在籍する有資格者（キャリア官僚）の名簿である『内政関係者名簿』を編集・出版していた。

### 役員
- 理事長 大石利雄（元総務事務次官）
- 理事 河野正一（元公営企業金融公庫管理調査部長）

### 正会員
都道府県及び政令指定都市。なお、正会員の会費による収入は年間約3,200万円である。

### 賛助会員
正会員以外の市町村、各種団体等。賛助会員を対象として地方行財政講習会を開催している。

### 事業
- 地方税財政制度に関する調査研究及び啓蒙宣伝
- 地方税財政制度の運営に関する中央官署と地方公共団体との連絡協調
- 地方公共団体の財政運営に関する援助斡旋
- 研究会、講習会等の開催
- 図書・印刷物及び機関誌の刊行（出版物の殆どは地方公共団体が購入しており、年間約8億円の収入となっている。）
- その他本会の目的達成に必要な事業

## 職員宿舎「地財ハイム」問題
同協会が東京都豊島区に所有する職員宿舎「地財ハイム」について、総務省の斡旋により、協会職員のみでなく総務省現役職員・OBや国会議員が低家賃で入居している問題について、2007年8月11日にTBSが報道し、「国民の皆さんから誤解を招く」として菅義偉総務大臣が陳謝するに至った。
なお、地財ハイムは駅徒歩5分の立地条件で、3LDK（約82平方メートル）の広さを有しており、家賃は6〜7万円程度、敷金・礼金をとらないほか、総務省などが住宅手当を支給するとされる。